# 鮑里斯·奧利尼克
鮑里斯·伊里奇·奧利尼克（烏克蘭語：Борис Ілліч Олійник；1935年10月22日—2017年4月30日）是乌克兰诗人、翻译家和政治家。
1992年到2006年间，他担任乌克兰最高拉达议员。
奧利尼克是烏克蘭共產黨国家共产主义运动的代表人物。 